# Aglyptodactylus madagascariensis
Aglyptodactylus madagascariensis (Duméril, 1853) è una rana della famiglia Mantellidae, endemica del Madagascar.

## Descrizione
È una specie caratterizzata da un marcato dimorfismo sessuale: i maschi misurano 40–45 mm di lunghezza, le femmine oltre 90 mm.
La colorazione del dorso va dal bruno verdastro  al giallo grigiastro con striature nera e gialle. Il ventre è uniformemente giallo; l'interno delle zampe è nero. La zona attorno alla bocca e la regione temporale presentano delle macchie nere. Durante la stagione riproduttiva i maschi assumono una colorazione giallo brillante, in particolare sui fianchi e sul ventre.
I girini misurano da 20 a 30 mm.

## Biologia
È una specie terrestre, abile saltatrice, attiva durante la notte.

In caso di pericolo reagisce appiattendosi contro il suolo.
Emette richiami della durata di 1,5 secondi caratterizzati da 4-5 note, con una frequenza che va da 0,5 a 3,5 kHz, e una dominante intorno a 2 kHz.
La femmina di Aglyptodactylus madagascariensis depone sino a 1600 uova per volta, del diametro di 1,2-1,5 mm, avvolte in una capsula gelatinosa di 3–4 mm, di colore nero. Lo sviluppo larvale si completa in 4-6 settimane.

## Distribuzione e habitat
È una specie endemica del Madagascar, ove è diffusa dal livello del mare sino a 1200 m di altitudine.
Popola i suoli ricchi di foglie della foresta pluviale.
È presente all'interno di numerose aree protette quali il Parco nazionale di Masoala, il Parco nazionale di Andasibe-Mantadia, il Parco nazionale di Andringitra, il Parco nazionale di Kirindy-Mitea, il Parco nazionale di Ranomafana e il Parco nazionale della Montagna d'Ambra. Lo si trova anche in alcune isole minori come Nosy Mamoko e Nosy Mangabe.